# 팔레스타인 항공
팔레스타인 항공(아랍어: الخطوط الفلسطينية, 영어: Palestinian Airlines)은 팔레스타인의 항공사로, 아랍항공기구의 일원이다.

## 역사
이 항공사는 1995년 1월에 설립된 항공사로 1997년 6월에 최초로 제다를 취항하기 시작했다. 원래 가자를 중심으로 운항했으나 이스라엘의 반대로 이집트 북부의 포트사이드에서 운항하게 되었다. 같은 해 7월 아리시부터 요르단과 사우디아라비아간 국제선 노선을 운항하기 시작했다. 1998년 11월에 가자의 야세르 아라파트 국제공항으로 허브 공항을 삼았지만 활주로가 파괴 되면서 2001년 12월에 허브 공항이 엘 아리시 국제공항으로 이동되었다.

## 운항 노선
- 2013년 5월 기준으로 다음과 같이 운항하고 있다.
- 이집트
  - 엘 아리시 - 엘 아리시 국제공항 허브
  - 카이로 - 카이로 국제공항
- 요르단
  - 암만 - 퀸 알리아 국제공항
- 사우디아라비아
  - 제다 - 킹 압둘아지즈 국제공항

## 보유 기종
- 2015년 1월 기준으로 다음과 같은 기종을 보유하고 있으며 평균 기령은 26.4년이다.[1][2]

| 기종    | 대수 | 주문 | 비고                        |
| ------- | ---- | ---- | --------------------------- |
| 포커 50 | 2    | 0    | 2대 모두 니제르 항공에 임대 |